# Роботи (мультфільм)
Роботи (англ. Robots) — американський комп'ютерний анімаційний фільм 2005 року. Бюджет стрічки — 75 млн доларів.
Світова прем'єра відбулася 11 березня 2005 року.

## Сюжет
У місті Заклепка Таун мешкають Герб та Лідія Міднопузи. Історія починається з того, що вони стали батьками — зібрали собі сина Родні. Герб працює посудомийкою в ресторані, і грошей родині не вистачало. Тому родина жила небагато, а Родні доношував запчастини своїх родичів.
Родні хотів стати як БіґБот — найвеличніший робот у світі, винахідник, який продає деталі для роботів. Родні разом із батьком по телевізору побачив БіґБот індрастріс — корпорацію БіґБота. Щодня до корпорації прямували роботи з усієї країни, які хотіли показати БіґБотові свої винаходи. БіґБот вчив: «Неважливо, із яких деталей ти зроблений — ти зможеш сяяти, ким би ти не був. Знайди, що не так — і виправ це!».
Родні надихнувся цими ідеями й самостійно почав майструвати різні речі. Коли він виріс, запропонував татові випробувати свій пристрій, який мав допомагати Гербові на роботі. Винахід справді виявився вдалим, і Родні вирішив поїхати до Робот Сіті, щоб розповісти БіґБотові про свій винахідницький талант.
Та виявилося, що керівництво компанії змінилося — БіґБот більше не очолював її натомість новий керівник Храповик змінив принципи роботи — він намагався витягти останні гроші з роботів. Тому БіґБот індастріс припинила випускати деталі, а продавала лише дорогі нові корпуси для металевих істот — «оновлення». Храповика до цього підштовхнула його тиранічна злобна мати Мадам Змазка, що керує міською плавильнею, робітники якої збирають та переробляють весь брухт, запчастини, а іноді застарілих роботів на злитки, з яких виробляють ці корпуси.
Родні було виставлено за межі БіґБот індастріс. Він познайомився з роботом Буфером, його сестрою Пайпер та їх друзями. Вони всі були в поганому стані, тому що деталі для роботів більше не продавалися, а на «оновлення» в них не вистачало грошей. До того ж несправних роботів відправляли на плавильню.
Родні мешкав разом із новими товаришами у тітоньки Пампушки. Там він почав лагодити своїх друзів та решту роботів, які того потребували. Іще він дізнався, що його батько помре за кілька місяців, якщо йому не знайдуть запчастини.
Все це змусило Родні повстати проти Храповика і його мамці. Спочатку він вирішив знайти БіґБота, аби той повернувся до роботи. Для цього Родні та Буфер перевдяглися й пройшли на щорічний бал БіґБота. На жаль, самого БіґБота там не опинилося. Тому Родні разом із працівницею БіґБот індастріс Кепі, яка перейшла на їх бік, вирушили до будинку БіґБота.
БіґБот вдома становив доміно й не планував повертатися до роботи — він визнав себе переможеним і відмовився від своїх ідей. Родні це дуже розчарувало, адже він все життя намагався стати таким, як БіґБот.
Зрештою, БіґБот надихнувся запалом Родні й приєднався до них у боротьбі проти Храповика. Сестра Бампера Пайпер покликала решту роботів, що потребували деталей, а не «оновлення». Всім разом їм вдалося прибрати мадам Змазку та її синочка з керівництва компанії. Повернувшись додому, Родні врятував батька. Герб все життя мріяв стати музикантом, і Родні за допомогою БіґБот дістав йому запчастини і подарував йому музичний інструмент. У фінальній сцені БіґБот повідомив батьків Родні, що той стане заступником БіґБота і всі роботи танцювали під ф'южн джазу й фанку у виконанні Герба.

## Касові збори
У США мультфільм зібрав $128,200,012, за кордоном — $132,518,318 (загалом — $260,718,330).

## Критика
На сайті Rotten Tomatoes «Роботи» одержали 64 % (112 схвальних відгуків та 63 несхвальних).
На сайті Metacritic — оцінку 64 33-ма критичними відгуками.